# Observatorij za ptice Rossitten
Observatorij za ptice Rossitten (Vogelwarte Rossitten v nemščini) je bil prvi ornitološki observatorij na svetu. Stal je v Rossittnu v vzhodni Prusiji (danes Rybachy, Kaliningrajska oblast, Rusija), na polotoku Kurska kosa na jugovzhodni obali Baltskega morja. Ustanovil ga je nemški ornitolog Johannes Thienemann in je deloval do leta 1944. Leta 1945 je bila Vzhodna Prusija razdeljena med Poljsko, Rusijo in Litvo, večina etničnih Nemcev pa je bila izgnana.

## Zgodovina
98 km dolga Kurska kosa je tanek peščen polotok, ki meri približno 400 m do 4 km v širino in ločuje Baltsko morje od plitke Kurske lagune. Po svoji dolžini ima več naselij. Leži na glavni migracijski poti za ptice, ki sledijo obali vzhodnega Baltika. Thienemann je prvič obiskal tamkajšnje ribiško mesto Rossitten leta 1896, kjer je doživel »selitev ptic, ki poteka redno, vendar bolj množično kot v Nemčiji« in »se ni mogel nehati spraševati ali je mogoče to tukaj nekaj stalnega«.
Na praznovanju petdesetletnice nemškega ornitološkega društva v Leipzigu leta 1900 je s predavanjem  prepričal društvo, da v Rossittenu ustanovi opazovalnico ptic, kot projekt za sodelovanje s prusko vlado. Thienemann je dobil nalogo, da to uredi. Na novo leto 1901 je bila opazovalnica odprta, on pa je postal direktor ustanovitelj. 
Opazovalnica je delovala pod okriljem Nemškega ornitološkega društva do leta 1923. Od takrat do njegove razpustitve leta 1946 je bila opazovalnica pod upravljanjem Društva Kaiser Wilhelm, ki ji je zagotovila trden institucionalni okvir. Program je bil ambiciozen in širok, saj je vključeval devet glavnih področij raziskovanja ptic: migracije, vedenje, levitev, ekonomska vrednost, zaščita ptic, vzpostavitev zbirke ptic, nabava raziskovalnega gradiva za znanstvene državne inštitute, širitev raziskovalnega pomena na druge vrste živali in javna vzgoja.
Heinrich Himmler je skušal uporabiti štorklje, vzrejene v observatoriju Rossiten, za distribucijo nemške propagande leta 1943, kar je Ernst Schüz uspešno zavrnil.
Sprva je šlo za osebno operacijo s Thienemannom, ki je poskušal zajeti vsa področja raziskav. Z rastjo se je vse bolj osredotočal na preučevanje migracij z obročkanje ptic, približno 45 milijonov ptic pa je bilo v 45 letih obstoja opazovalnice obročkanih. Njegov uspeh je spodbudil ustanovitev podobnih organizacij, kot so Madžarski ornitološki center leta 1908, Heligolandski observatorij za ptice leta 1910, Observatorij za ptice Sempach leta 1924 in Ornitološki center Hiddensee leta 1936. Thienemannov naslednik na čelu observatorija je bil Ernst Schüz.

## Nasledniki

### Vogelwarte Radolfzell
Po izgubi Vzhodne Prusije ob koncu druge svetovne vojne je bil institucionalni naslednik Rossittnovega ornitološkega raziskovalnega programa ustanovitev Združenja Maxa Plancka ki je nadaljevalo delo Družbe cesarja Viljema) Vogelwarte Radolfzell z osebjem iz Rossitten observatorija, v mestu Radolfzell am Bodensee na zahodnem koncu Bodenskega jezera v Baden-Württembergu na jugu Nemčije, pod okriljem Inštituta Max Planck za vedenjsko fiziologijo. Leta 1998 je postal Max Planck raziskovalni center za ornitologijo.

### Biološka postaja Rybachy
Medtem je bila v Rossitenu, zdaj preimenovanem v rusko naselje Rybachy, leta 1956 ustanovljena biološka postaja Rybachy na pobudo ruskega ornitologa Leva Belopolskega kot podružnica Zoološkega inštituta Ruske akademije znanosti v Sankt Peterburga. Postaja je bila ustanovljena na podlagi posebne odločitve odbora Akademije znanosti s ciljem preučevanja selitve ptic in ponovne vzpostavitve raziskovalne tradicije, ki so jo začeli nemški ornitologi. Prejema podporo Sielmannove fundacije in tesno sodeluje z zahodnimi partnerji, vključno z Vogelwarte Radolfzell, s katero upravlja skupno lovilno in postajo za obročkanje.